# Meridià 79 a l'oest
El meridià 79 a l'oest de Greenwich és una línia de longitud que s'estén des del pol Nord travessant l'oceà Àrtic, Groenlàndia, Amèrica, l'oceà Atlàntic, l'oceà Pacífic, l'oceà Antàrtic, i l'Antàrtida fins al pol Sud.
El meridià 79 a l'oest forma un cercle màxim amb el meridià 101 a l'est. Com tots els altres meridians, la seva longitud correspon a una semicircumferència terrestre, uns 20.003,932 km. Al nivell de l'Equador, és a una distància del meridià de Greenwich de 8.794 km.

## De Pol a Pol
Començant en el pol Nord i dirigint-se cap al pol Sud, aquest meridià travessa:
| Coordenades                             | País, territori o mar | Notes |
| --------------------------------------- | --------------------- | --- |
| 90° 0′ N, 79° 0′ O / 90.000°N,79.000°O  | Oceà Àrtic            | |
| 82° 52′ N, 79° 0′ O / 82.867°N,79.000°O | Canadà                | Nunavut — Ellesmere |
| 76° 25′ N, 79° 0′ O / 76.417°N,79.000°O | Estret de Glacier     | |
| 76° 7′ N, 79° 0′ O / 76.117°N,79.000°O  | Canadà                | Nunavut — Illa Coburg |
| 75° 50′ N, 79° 0′ O / 75.833°N,79.000°O | Badia de Baffin       | |
| 73° 38′ N, 79° 0′ O / 73.633°N,79.000°O | Canadà                | Nunavut – illa de Bylot |
| 72° 46′ N, 79° 0′ O / 72.767°N,79.000°O | Eclipse Sound         | |
| 72° 26′ N, 79° 0′ O / 72.433°N,79.000°O | Canadà                | Nunavut — Illa Emmerson, illa Frechette i illa de Baffin |
| 69° 53′ N, 79° 0′ O / 69.883°N,79.000°O | Conca de Foxe         | Passa a l'oest de illa Koch, Nunavut, Canadà (a 69° 29′ N, 78° 51′ O / 69.483°N,78.850°O) |
| 69° 7′ N, 79° 0′ O / 69.117°N,79.000°O  | Canadà                | Nunavut — Illa Rowley |
| 68° 54′ N, 79° 0′ O / 68.900°N,79.000°O | Conca de Foxe         | Passa a l'oest de l'illa North Spicer, Nunavut, Canadà (at 68° 29′ N, 78° 57′ O / 68.483°N,78.950°O) |
| 68° 22′ N, 79° 0′ O / 68.367°N,79.000°O | Canadà                | Nunavut — illa South Spicer |
| 68° 11′ N, 79° 0′ O / 68.183°N,79.000°O | Conca de Foxe         | |
| 65° 30′ N, 79° 0′ O / 65.500°N,79.000°O | Canal de Foxe         | |
| 62° 42′ N, 79° 0′ O / 62.700°N,79.000°O | Badia de Hudson       | Passa a l'oest de l'Illa Elsie, Nunavut, Canadà (a 58° 51′ N, 78° 58′ O / 58.850°N,78.967°O) |
| 56° 25′ N, 79° 0′ O / 56.417°N,79.000°O | Canadà                | Nunavut — illa Flaherty i illa Innetalling |
| 55° 59′ N, 79° 0′ O / 55.983°N,79.000°O | Badia de Hudson       | Passa a l'est de Long Island, Nunavut, Canadà (a 54° 56′ N, 79° 1′ O / 54.933°N,79.017°O) |
| 54° 50′ N, 79° 0′ O / 54.833°N,79.000°O | Canadà                | Quebec |
| 53° 24′ N, 79° 0′ O / 53.400°N,79.000°O | Badia de James        | |
| 51° 47′ N, 79° 0′ O / 51.783°N,79.000°O | Canadà                | Quebec Ontario — des de 46° 35′ N, 79° 0′ O / 46.583°N,79.000°O |
| 43° 49′ N, 79° 0′ O / 43.817°N,79.000°O | Llac Ontario          | |
| 43° 16′ N, 79° 0′ O / 43.267°N,79.000°O | Estats Units          | Nova York — Passa a l'est de les cascades del Niàgara (a 43° 5′ N, 79° 4′ O / 43.083°N,79.067°O) |
| 42° 58′ N, 79° 0′ O / 42.967°N,79.000°O | Canadà                | Ontario |
| 42° 52′ N, 79° 0′ O / 42.867°N,79.000°O | Llac Erie             | |
| 42° 42′ N, 79° 0′ O / 42.700°N,79.000°O | Estats Units          | Nova York Pennsilvània — des de 42° 0′ N, 79° 0′ O / 42.000°N,79.000°O Maryland — des de 39° 43′ N, 79° 0′ O / 39.717°N,79.000°O Virgínia Occidental — des de 39° 27′ N, 79° 0′ O / 39.450°N,79.000°O Virgínia — des de 38° 49′ N, 79° 0′ O / 38.817°N,79.000°O Carolina del Nord — des de 36° 32′ N, 79° 0′ O / 36.533°N,79.000°O (Passa a l'oest de Durham at 36°N) Carolina del Sud — des de 34° 14′ N, 79° 0′ O / 34.233°N,79.000°O |
| 33° 34′ N, 79° 0′ O / 33.567°N,79.000°O | Oceà Atlàntic         | Passa a l'oest de Gran Bahama, Bahames (a 26° 41′ N, 79° 0′ O / 26.683°N,79.000°O) |
| 22° 40′ N, 79° 0′ O / 22.667°N,79.000°O | Cuba                  | Cayo Santa Maria i terra ferma |
| 21° 36′ N, 79° 0′ O / 21.600°N,79.000°O | Mar Carib             | |
| 20° 53′ N, 79° 0′ O / 20.883°N,79.000°O | Cuba                  | Cayos Doce Leguas |
| 20° 51′ N, 79° 0′ O / 20.850°N,79.000°O | Mar Carib             | |
| 9° 34′ N, 79° 0′ O / 9.567°N,79.000°O   | Panamà                | |
| 8° 57′ N, 79° 0′ O / 8.950°N,79.000°O   | Oceà Pacífic          | Golf de Panamà |
| 8° 28′ N, 79° 0′ O / 8.467°N,79.000°O   | Panamà                | Arxipèlag de les Perles |
| 8° 27′ N, 79° 0′ O / 8.450°N,79.000°O   | Oceà Pacífic          | |
| 1° 41′ N, 79° 0′ O / 1.683°N,79.000°O   | Colòmbia              | Punt més occidental |
| 1° 35′ N, 79° 0′ O / 1.583°N,79.000°O   | Oceà Pacífic          | Badia Ancón de Sardinas |
| 1° 14′ N, 79° 0′ O / 1.233°N,79.000°O   | Equador               | |
| 4° 59′ S, 79° 0′ O / 4.983°S,79.000°O   | Perú                  | |
| 8° 13′ S, 79° 0′ O / 8.217°S,79.000°O   | Oceà Pacífic          | |
| 33° 40′ S, 79° 0′ O / 33.667°S,79.000°O | Xile                  | Illes de Robinson Crusoe i Santa Clara |
| 33° 42′ S, 79° 0′ O / 33.700°S,79.000°O | Oceà Pacífic          | |
| 60° 0′ S, 79° 0′ O / 60.000°S,79.000°O  | Oceà Antàrtic         | |
| 72° 57′ S, 79° 0′ O / 72.950°S,79.000°O | Antàrtida             | Territori reclamat per Territori Antàrtic Xilè, Xile i Territori Antàrtic Britànic, Regne Unit |